# Gibraltars historia

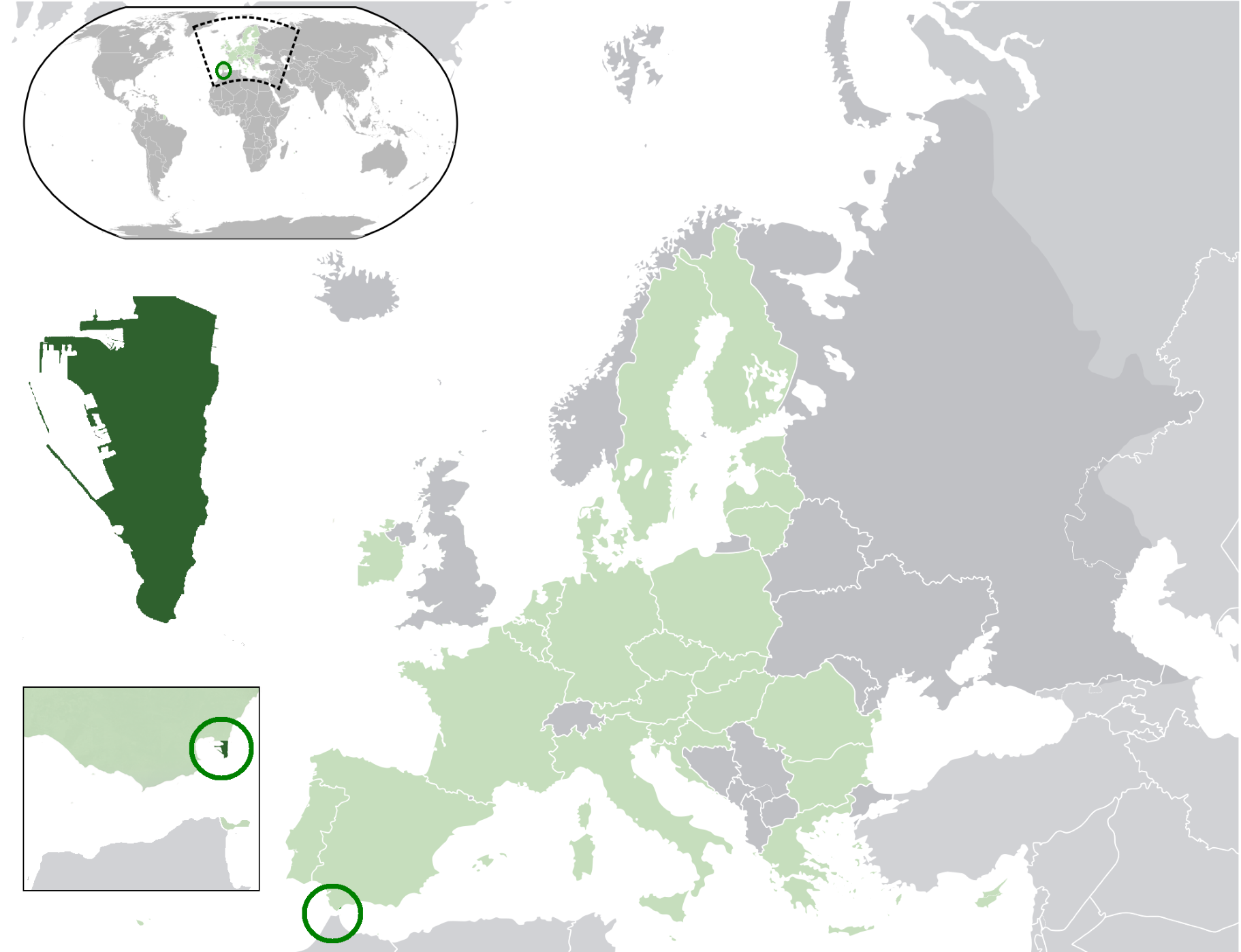
Gibraltars position i Europa.

Gibraltars historia sträcker sig tillbaka över 2 900 år. Halvön har utvecklats från en plats för gudadyrkan under antiken till en av de tätast befästa och omstridda platserna i Europa. Gibraltars läge vid Gibraltar sund har gett platsen en viktig betydelse under Europas historia, och dess befästa stad har uthärdat många belägringar och strider under århundradena.

## Äldre historia
Gibraltar beboddes först under Iberiska halvöns förhistoria för över 50 000 år sedan av neandertalare. Arkeologiska bevis tyder på att Gibraltar kan ha varit en av deras sista boningsplatser innan neandertalarnas utrotning cirka 25 000 år senare. Gibraltars nedtecknade historia började omkring 950 f.Kr. med fenicierna, som offrade juveler, krukor, och egyptiska skarabéer, möjligtvis för att säkra sin färd. Flera fornlämningar från de grekiska, egyptiska, karthageniska och romerska civilisationerna återfinns också, och det finns även tecken på att någon form av tempel åt Herkules byggdes under antiken på Gibraltarklippan. Romarna kallade det utskjutande utsprånget av kalksten Mons Calpe, och betraktade denna som en av Herkules stoder.
Gibraltar blev en del av det visigotiska kungariket efter romarrikets fall, varefter området kom under muslimskt moriskt styre 711 e.Kr. Gibraltar bosattes permanent för första gången av morerna, vilka kallade det Jebel Tariq (berget Tariq), som med tiden har blivit Gibraltar på svenska. Den kastilianska kronan annekterade halvön 1309 men förlorade den igen till morerna 1333, och återfick den inte förrän 1462. 1350 dog Alfons XI av Kastilien och en stor del av hans armé av digerdöden medan de belägrade Gibraltars befästningar, vilket i praktiken försenade morernas utdrivande med 141 år. Gibraltar blev en del av det enade kungariket Spanien och förblev under spanskt styre till 1704. Halvön erövrades under det spanska tronföljdskriget av en engelsk-holländsk flotta som stöttade Karl VI, den habsburgska pretendenten till den spanska tronen. Vid krigets slut överlämnade Spanien territoriet till Storbritannien enligt villkoren i freden i Utrecht från 1713.

## Brittiska tiden
Spanien har sedan dess försökt återta kontrollen över Gibraltar, som Storbritannien hade förklarat som en kronkoloni, genom militära, diplomatiska och ekonomiska påtryckningar. Gibraltar belägrades och bombades hårt under tre krig mellan Storbritannien och Spanien, men delvis tack vare dess läge misslyckades de spanska styrkorna. Efter den sista belägringens slut under slutet av 1700-talet hade Gibraltar stått inför fjorton belägringar på 500 år. Under åren efter slaget vid Trafalgar blev Gibraltar en viktig bas under spanska självständighetskriget. Kolonin växte snabbt under 1800-talet och början av 1900-talet, under vilka den blev en viktig brittisk besittning i Medelhavet. Under denna tidperiod var halvön en viktig stoppunkt för fartyg på väg till Indien via Suezkanalen. En påkostad brittisk flottbas, HMNB Gibraltar, byggdes av det brittiska imperiet till stora kostnader under slutet av 1800-talet, varefter den blev ryggraden i Gibraltars ekonomi.
Den brittiska kontrollen över Gibraltar gjorde det möjligt för de allierade att kontrollera inloppet till Medelhavet under andra världskriget. Halvön attackerades vid flera tillfällen av tyska, italienska och Vichyfranska styrkor, dock utan att orsaka större skada. Under denna period blev även Gibraltar en viktig plats för spionage och kontraspionage mellan de tyska, spanska och brittiska underrättelsetjänsterna.
Den spanske diktatorn Francisco Franco avböjde en samarbetsplan från Nazityskland för att ockupera Gibraltar, men återupplivade Spaniens anspråk på territoriet efter kriget. När den territoriella tvisten intensifierades stängde Spanien sin gräns till Gibraltar mellan 1969 och 1982 och kommunikationsförbindelserna bröts. Spanien stöttades i sin ståndpunkt av latinamerikanska länder, men motsattes i detta av Storbritannien och majoriteten av Gibraltars befolkning. Gibraltarianernas stöd under denna period kunde både härledas till nationalism och ekonomisk oro om att bli av med brittiskt ekonomiskt stöd och att få den lägre ekonomiska status som under denna period präglade den angränsande andalusiska regionen.
Sedan 1985 har Gibraltar genomgått stora förändringar som ett resultat av minskningar av Storbritanniens utomeuropeiska försvarsåtaganden. De flesta brittiska styrkorna har lämnat territoriet, som inte längre ses som en plats av stor militär betydelse. Gibraltar är till stor del självstyrt, och har ett eget parlament och regering, även om Storbritannien behåller ansvaret för försvars- och utrikespolitiken. Dess ekonomi är idag (2024) främst baserad på turism, finans, sjöfart och spel om pengar. Gibraltar hade 2014 ett av de högsta GDP per capita-värdena inom Europa. Diskussioner om Gibraltars status har fortsatt mellan Storbritannien och Spanien, dock utan att nå någon permanent lösning.